# Rival Romeos
Pour plus de détails, voir Fiche technique et Distribution.
Rival Romeos est un court métrage de la série Oswald le lapin chanceux, produit par les studios Disney et sorti le 5 mars 1928.

## Synopsis
Pete le dandy et Oswald le pauvre font la cour à Lady Love.

## Fiche technique
- Titre : Rival Romeos
- Série : Oswald le lapin chanceux
- Réalisateur : Walt Disney
- Animateur[1]: Ub Iwerks
- Producteur : Charles Mintz

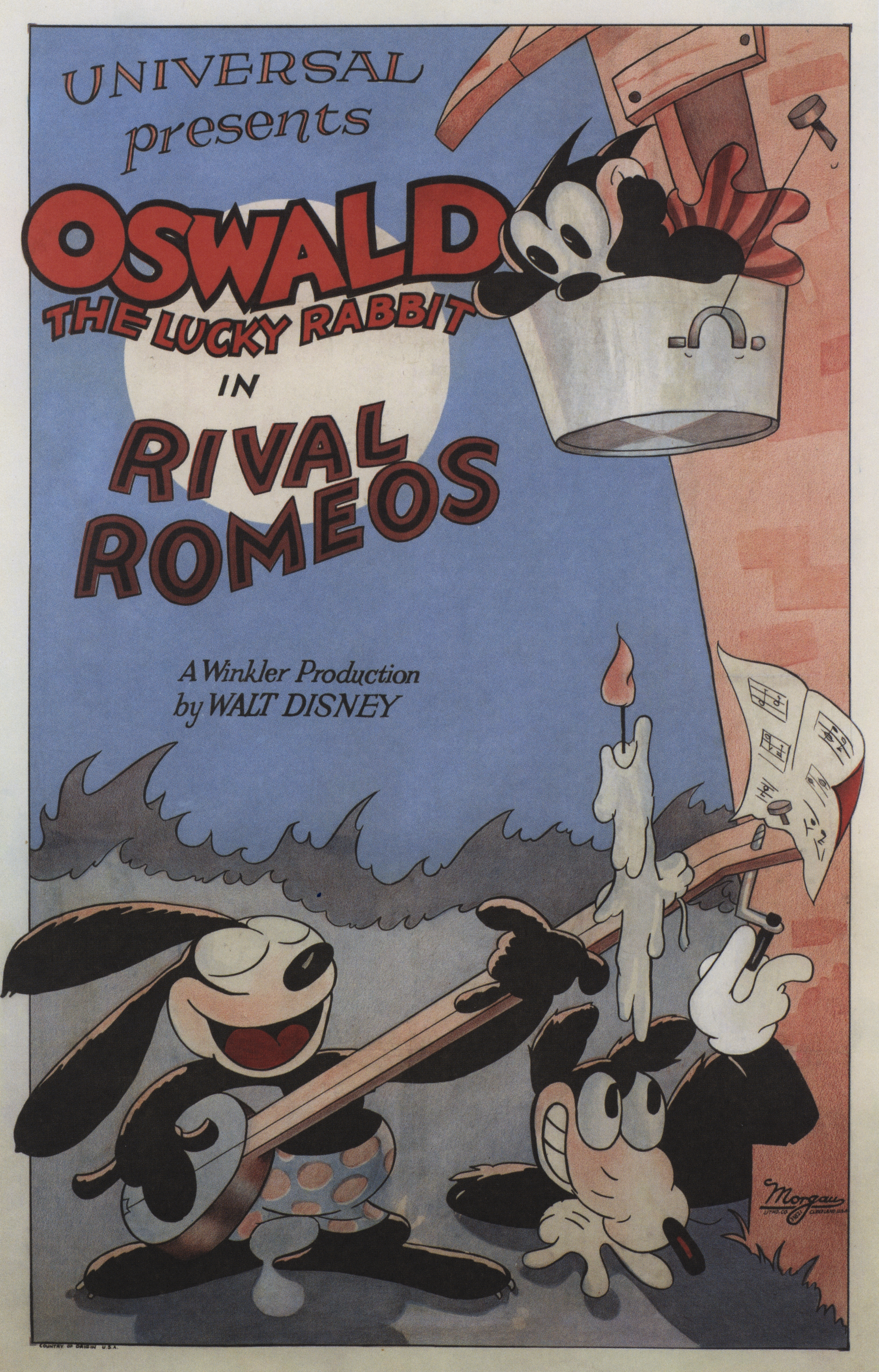
Affiche Disney promouvant Rival Romeos.

- Production : Disney Brothers Studios sous contrat de Robert Winkler Productions
- Distributeur : Margaret J. Winkler (1927)
- Date de sortie : 5 mars 1928[1],[2],[3]
- Autres dates[1] :
  - Fin de production : 3 décembre 1927 pour l'animation
  - Expédition : 10 décembre 1927
  - Dépôt de copyright : 16 février 1928 par Universal
  - Première à New York : 26 février 1928 au Colony Theater en première partie de The Leopard Lady
- Format d'image : Noir et Blanc
- Genre : dessin animé comique
- Durée : 6 minutes
- Langue : anglais
- Pays de production :  États-Unis